# Бикаури (национальный парк)
Национальный парк Бикаури (порт. Parque Nacional do Bicuar) — национальный парк Анголы. Парк расположен на юге провинции Уила в бассейне реки Мукопе (Mucope), которая является притоком Кунене (Cunene). Единственной природной границей является река Osse. Юго-восточнее парка находятся населённые пункты Мулондо (Mulondo) и Теказа (Tecaza). Парк расположен в равнинной местности на высоте 1200 метров над уровнем моря. Площадь парка составляет 7900 км². Среднегодовое количество осадков превышает 800мм.
Парк расположен в замбезийском фитогеографическом регионе и представляет собой две выраженные зоны: зону лиственных кустарников, а также степи и саванну. Растительный мир парка представляет смешение миомбо[уточнить] и песчаников, сухих зарослей и редколесья с вкраплениями лугов. Среди представленных видов Brachystegia, Julbernardia и Baikiaea, акация, стеркулия, адансония и коммифора. Парк также включает две болотистые зоны, которые являются местом водопоя животных.
Животный мир парка включает таких млекопитающих как бурая гиена, лев, саванный слон. В феврале 2013 года администрация парка объявила, что в парк вернулись такие животные как слоны, львы, леопарды и зебры, в настоящее время ведутся поиски красного буйвола, который является талисманом парка. Всего в парке обитает 62 вида млекопитающих, 23 вида земноводных, 27 видов пресмыкающихся.
За один день наблюдений в сентябре 1973 года было отмечено 143 вида птиц. По мнению BirdLife International это число сильно занижено. В парке водятся такие хищные птицы как бурый стервятник, африканский ушастый гриф, африканский белогорлый гриф, орёл-скоморох, степной орёл, серебристый орёл, гребенчатый орёл, ласточкохвостая щурка, кафрский рогатый ворон, кафрская африканская дрофа. Кроме того, в парке обитает более 36 видов водоплавающих птиц.
Парк был образован в 1964 году (по другим данным в 1953 году) для охраны крупных млекопитающих. Администрирование парка было восстановлено в 2008 году.